# Klaus Holz
Klaus Holz (* 1960) ist ein deutscher Soziologe und Antisemitismusforscher. Er ist Generalsekretär der Evangelischen Akademien in Deutschland e. V.

## Leben
Holz studierte Soziologie und Neuere Deutsche Literaturwissenschaften. Von 1988 bis 2000 war er an der Albert-Ludwigs-Universität Freiburg, der Universität Leipzig, der Universität Bielefeld (Zentrum für interdisziplinäre Forschung) und der Wirtschaftsuniversität Wien tätig. Er wurde 1992 an der Universität Freiburg mit der Dissertation Historisierung der Gesellschaftstheorie. Zur Erkenntniskritik marxistischer und kritischer Theorie zum Dr. phil. promoviert. Er habilitierte sich 1999/2000 an der Fakultät für Sozialwissenschaften der Universität Leipzig mit der Arbeit Nationaler Antisemitismus. Wissenssoziologie einer Weltanschauung, die zwischen 1994 und 1999 entstand.
Von 2000 bis 2009 war er Leiter des Begabtenförderungswerkes Evangelisches Studienwerk e. V. Villigst. Seitdem ist er Generalsekretär der Evangelischen Akademien in Deutschland e. V. Darüber hinaus war er Vorsitzender des Kuratoriums des Villigster Forschungsforums zu Nationalsozialismus, Rassismus und Antisemitismus und Mitbegründer des European Network for the Study of Historical and Contemporary Anti-Semitism.
Er war Mitglied im Hochschulbeirat der Evangelischen Kirche in Deutschland (EKD), in der Präsidialversammlung des Deutschen Evangelischen Kirchentages (DEKT) und im Vorstand der Bundesarbeitsgemeinschaft politische Bildung (bap). Holz ist ferner Mitglied des philosophisch-gesellschaftskritischen Kreises jour fixe initiative berlin. Aktuell ist er Ko-Vorsitzender der Konferenz kirchlicher Werke und Verbände (KKWV) und im Vorstand der Forschungsstätte der Evangelischen Studiengemeinschaft, Institut für interdisziplinäre Forschung e. V. (FEST) in Heidelberg.  Klaus Holz wurde 2015 in den Unabhängigen Expertenkreises Antisemitismus der Deutschen Bundesregierung berufen.
Holz gehört zu den Unterzeichnern der Jerusalemer Erklärung zum Antisemitismus, die beansprucht, eine Neudefinition und Präzisierung des Antisemitismusbegriffs vorzunehmen.
Holz arbeitet inzwischen freiberuflich als Autor, Gutachter und Berater. In seiner Expertise zur aktuellen Situation des Antisemitismus in Deutschland bei der Bertelsmann-Stiftung verweist er auf „die Gefahren, die aus politisch-medial-rechtlicher Polarisierung, unklarer Begrifflichkeit oder verkürzter Israelkritik resultieren“.

## Werk
Seine Forschungsschwerpunkte sind Antisemitismus sowie sozial- und kulturwissenschaftliche Theorien. Er publizierte im historischen, politischen und soziologischen Bereich vor allem zu den Themenfeldern Nationalsozialismus, Rassismus und Antisemitismus.
Nach Samuel Salzborn, nach dem Holz' Studie „die erste und bisher einzige sozialwissenschaftliche Antisemitismus-Theorie ist, für die selbst weitreichende empirische Analysen angestellt wurden“, steht im Zentrum der Antisemitismustheorie von Klaus Holz die „Figur des Dritten“. Dieser Topos ermögliche es nach Holz, den Zusammenhang von Selbstbildern, Judenbildern und rassistischen Fremdbildern zu analysieren, dieser müsse in den Mittelpunkt der Antisemitismusforschung rücken. In der „Figur des Dritten“ wird die Besonderheit des Antisemitismus im Nationalismus und Rassismus erfasst. Sie liege darin, das jüdische Volk als „nicht-nationale Nation“, als „paradox, ambivalent, parasitär“ allen anderen Völkern entgegenzusetzen.
Die Habilitationsschrift Nationaler Antisemitismus. Wissenssoziologie einer Weltanschauung von 2001 beschäftigt sich mit der europäischen Judenfeindschaft von Heinrich von Treitschke und Adolf Stoecker bis zur Waldheim-Affäre. Hier entwickelt Holz die These, dass der moderne Antisemitismus nicht allein als Judenbild, sondern als Gegenbild nationaler Selbstbilder zu begreifen ist. In seinen jüngeren Arbeiten, vor allem in seinem Buch Die Gegenwart des Antisemitismus. Islamistische, demokratische und antizionistische Judenfeindschaft von 2005, erweitert er den Fokus auf den islamistischen Antisemitismus. Holz hält regelmäßig Vorträge zu Themen wie aktuellem Antisemitismus, dem Verhältnis von Rassismus und Antisemitismus, zu protestantischer Judenfeindschaft und linkem Antisemitismus.

## Schriften (Auswahl)
Neben Buchbeiträgen und Aufsätzen in wissenschaftlichen Zeitschriften wie Mittelweg 36, Kultursoziologie, Kritische Berichte, Soziologische Revue und Erwägen Wissen Ethik ist er Autor und Herausgeber folgender Veröffentlichungen:

### Monografien
- Historisierung der Gesellschaftstheorie. Zur Erkenntniskritik marxistischer und kritischer Theorie (= Soziologische Studien. Band 12). Centaurus Verlag, Pfaffenweiler 1993, ISBN 3-89085-823-6 (zugleich Philosophische Dissertation).
- Nationaler Antisemitismus. Wissenssoziologie einer Weltanschauung. Hamburger Edition, Hamburg 2001; Studienausgabe 2010, ISBN 3-930908-67-0 (zugleich Habilitationsschrift).
- Die Gegenwart des Antisemitismus. Islamische, demokratische und antizionistische Judenfeindschaft. Hamburger Edition, Hamburg 2005, ISBN 978-3-936096-59-0.
- Antisemitismus gegen Israel, Hamburger Edition, Hamburg 2021 (zusammen mit Thomas Haury), ISBN 978-3-86854-355-1.[16]

### Herausgeberschaften
- Soziologie zwischen Moderne und Postmoderne. Untersuchungen zu Subjekt, Erkenntnis und Moral (= Parabel. Band 13). Focus Verlag, Gießen 1990, ISBN 3-88349-417-8.
- Staatsbürgerschaft. Soziale Differenzierung und politische Inklusion. Westdeutscher Verlag, Opladen u. a. 2000, ISBN 3-531-14000-0.
- mit Sven Keppler, Thorsten Mundi: Bildung fördern. Europäisierung, Finanzierung und Gestaltung der Hochschulreform (= Villigst-Profile. Band 7). Lit Verlag, Münster 2005, ISBN 3-8258-8896-7.
- mit Klaus-Michael Bogdal, Matthias N. Lorenz: Literarischer Antisemitismus nach Auschwitz. J. B. Metzler’sche Verlagsbuchhandlung, Stuttgart u. a. 2007, ISBN 978-3-476-02240-0.
- mit Heiko Kauffmann, Jobst Paul: Die Verneinung des Judentums. Antisemitismus als religiöse und säkulare Waffe (= Edition DISS. Band 22). Unrast Verlag, Münster 2009, ISBN 978-3-89771-751-0.